# Eufratensis
Eufratensis, Euphratensis o Augusta Eufratensis (en griego Euphratesia Εὑφρατησία), fue una provincia romana en la Gran Siria, parte de la diócesis de Oriente en el Imperio romano tardío. 
En algún momento entre los años 330 y 350 (probablemente en c. 341, al mismo tiempo que Augustamnica en el Bajo Egipto), la provincia de Eufratensis fue creado a partir del territorio de Celesiria a lo largo de la orilla occidental del Éufrates. que incluía los territorios de Comagene y Cyrrhestice. Su capital fue Cirro o quizás Hierápolis Bambyce.